# Juin 1761
Cette page présente les faits marquants du mois de juin 1761.

## Événements
- 6 juin :
  - les Britanniques prennent la Dominique à la France[1]..
  - observation sur 62 lieux différents des transits de Vénus devant le disque solaire (1761 et 1769)[2], qui permet le calcul de la distance entre la Terre et Vénus (149 637 000 km).

- 23 juin : le peshwâ de Marathes Balaji Baji Rao meurt et ses fils s’opposent pour sa succession. Aucune puissance indienne n’est en mesure d’exercer une quelconque hégémonie.